# Anna Maria Schütz
Anna Maria Schütz (* 25. oder 26. Juni 1829 als Anna Maria Kalinger in Ödenburg, Ungarn; † 21. Oktober 1888 in Wien) war eine österreichische Unternehmerin.

## Leben
Anna Maria Schütz heiratete am 4. November 1855 den Schneiderhandwerker Christian Schütz (* 21. August 1829 in Landstraße; † 18. September 1913 in Wien). Anna Maria Schütz war als Arbeiterin in einer Buntpapierfabrik beschäftigt und entwickelte eigenständig eine Papierzigarettenspitze, die schließlich in ihren Zigarettenpapier- und -spitzenfabriken in Wien-Margareten und Wien-Meidling in Massenproduktion erzeugt und weltweit exportiert wurden.